# Нове Ізамбаєво (Комсомольський район)
Нове Ізамба́єво (рос. Новое Изамбаево, чув. Çĕнĕ Кипеç) — присілок у складі Комсомольського району Чувашії, Росія. Входить до складу Польовосундирського сільського поселення.
Населення — 222 особи (2010; 253 у 2002).
Національний склад:
- чуваші — 98 %